# بروتينبيديا الإنسان
بروتينبيديا الإنسان هي بوابة مجتمعية لتقاسم وتكامل بيانات البروتين البشري، فهي تسمح لمختبرات الأبحاث بالمساهمة في شروح البروتين والحفاظ عليها. قاعدة بيانات مرجعية البروتين البشري تدمج البيانات التي يتم إيداعها في بروتينيبيديا الإنسان جنبا إلى جنب مع المعلومات الموجودة في سياق بروتين واحد، جميع البيانات العامة التي ساهمت في بروتينيبيديا يمكن الاستعلام عنها وعرضها وتنزيلها.
يمكن تقديم البيانات المتعلقه بالترجمة وتفاعلات البروتينات وتعبيرات الانسجة والتعبير في خطوط الخلايا وعلاقة إنزيمات الركيزة إلى بروتينيبيديا البشرية.